# Tscherkessk
Tscherkessk (russisch Черке́сск) ist eine Stadt im südlichen Russland. Sie ist die Hauptstadt der autonomen Republik Karatschai-Tscherkessien und hat 129.069 Einwohner (Stand 14. Oktober 2010).

## Geographie
Die Stadt liegt im Kaukasusvorland im relativ flachen Norden der Republik, am rechten Ufer des Flusses Kuban. Etwa 20 km nördlich der Stadt verläuft die Grenze Karatschai-Tscherkessiens zur Region Stawropol. Die nächstgelegenen Städte sind Ust-Dscheguta (16 km südwestlich von Tscherkessk) sowie die Großstadt Newinnomyssk in der Region Stawropol (47 km nördlich).

## Geschichte
Der Ort wurde 1804 zunächst als einer der Militärstützpunkte an Russlands südlicher Grenze gegründet. 1825 erhielt die Festung den Status einer Kosaken-Staniza mit dem Namen Batalpaschinskaja (Баталпашинская). Im 19. Jahrhundert hatte der Ort nur für die Landwirtschaft Bedeutung, außerdem gab es dort ein Sägewerk. 1880 wurde Batalpaschinskaja Kreiszentrum der Kubaner Provinz.
In den 1930er-Jahren erfolgten mehrmals Umbenennungen des Ortes: 1931 erhielt er Stadtstatus und hieß 1931–34 Batalpaschinsk (Баталпашинск), 1934–37 wurde er Sulimow (Сули́мов) zu Ehren des sowjetischen Staatsmanns Daniil Sulimow genannt. Nachdem dieser im Zuge der Stalinschen Säuberungen verurteilt und hingerichtet wurde, hieß die Stadt 1937–1939 Jeschowo-Tscherkessk (Ежово-Черкесск) nach dem Innenminister Nikolai Jeschow. Nachdem auch dieser verurteilt worden war, erhielt die Stadt 1939 ihren heutigen Namen.

### Bevölkerungsentwicklung
| Jahr | Einwohner |
| ---- | --------- |
| 1897 | 11.473    |
| 1939 | 28.645    |
| 1959 | 41.709    |
| 1970 | 67.186    |
| 1979 | 90.833    |
| 1989 | 113.060   |
| 2002 | 116.244   |
| 2010 | 129.069   |

Anmerkung: Volkszählungsdaten

## Wirtschaft und Verkehr
Tscherkessk ist vornehmlich Verwaltungsstadt, industriell bedeutend sind die Elektroindustrie, die Lederwaren- und die Nahrungsmittelproduktion.
Straßenanbindungen bestehen unter anderem an die Fernstraße R217 Kawkas über die föderale Straße A155. In Tscherkessk gibt es einen Bahnhof an der Strecke von Newinnomyssk nach Ust-Dscheguta. Der innerstädtische öffentliche Verkehr besteht aus einem Trolleybusnetz sowie Bussen und Linientaxen.

## Städtepartnerschaften
- () Zchinwali, Südossetien (Georgien)[2]

## Söhne und Töchter der Stadt
- Wladimir Brynzalow (* 1946), russischer Politiker und Unternehmer
- Aleksej Demjanov (1973–2021), kroatischer Turner
- Dmitri Wassilenko (1975–2019), russischer Gerätturner und Olympiasieger
- Beslan Gublija (* 1976), abchasisch-russischer Fußballspieler
- Raschid Temresow (* 1976), Politiker, Leiter der russischen Teilrepublik Karatschai-Tscherkessien
- Murat Chratschow (* 1983), Boxer und Bronzemedaillengewinner der Olympischen Spiele 2004
- Dawit Safarjan (* 1989), armenischer Ringer
- Igor Soroka (* 1991), russischer Handballspieler